# 大澳楊侯古廟

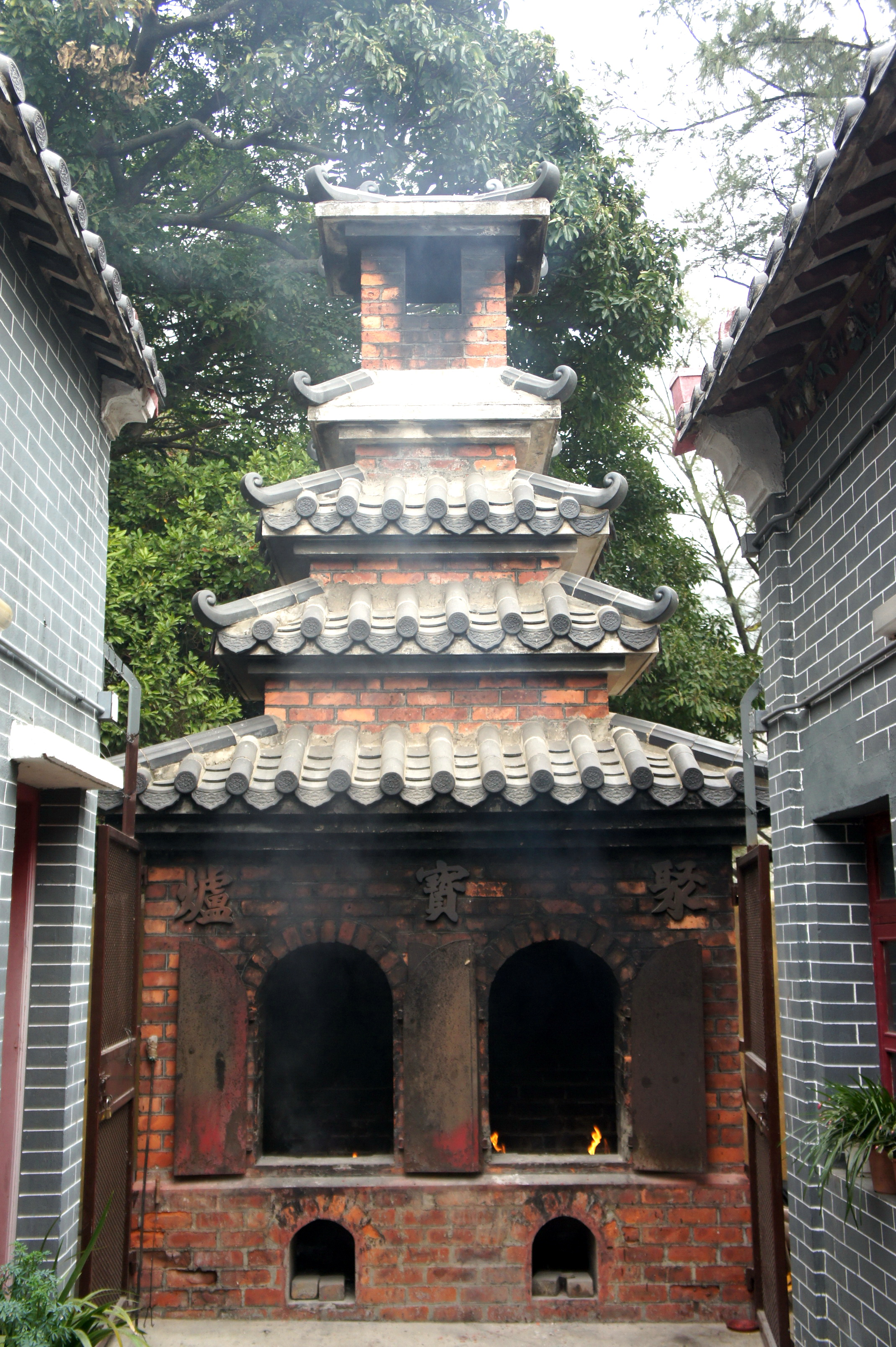
楊侯古廟内的聚寶爐

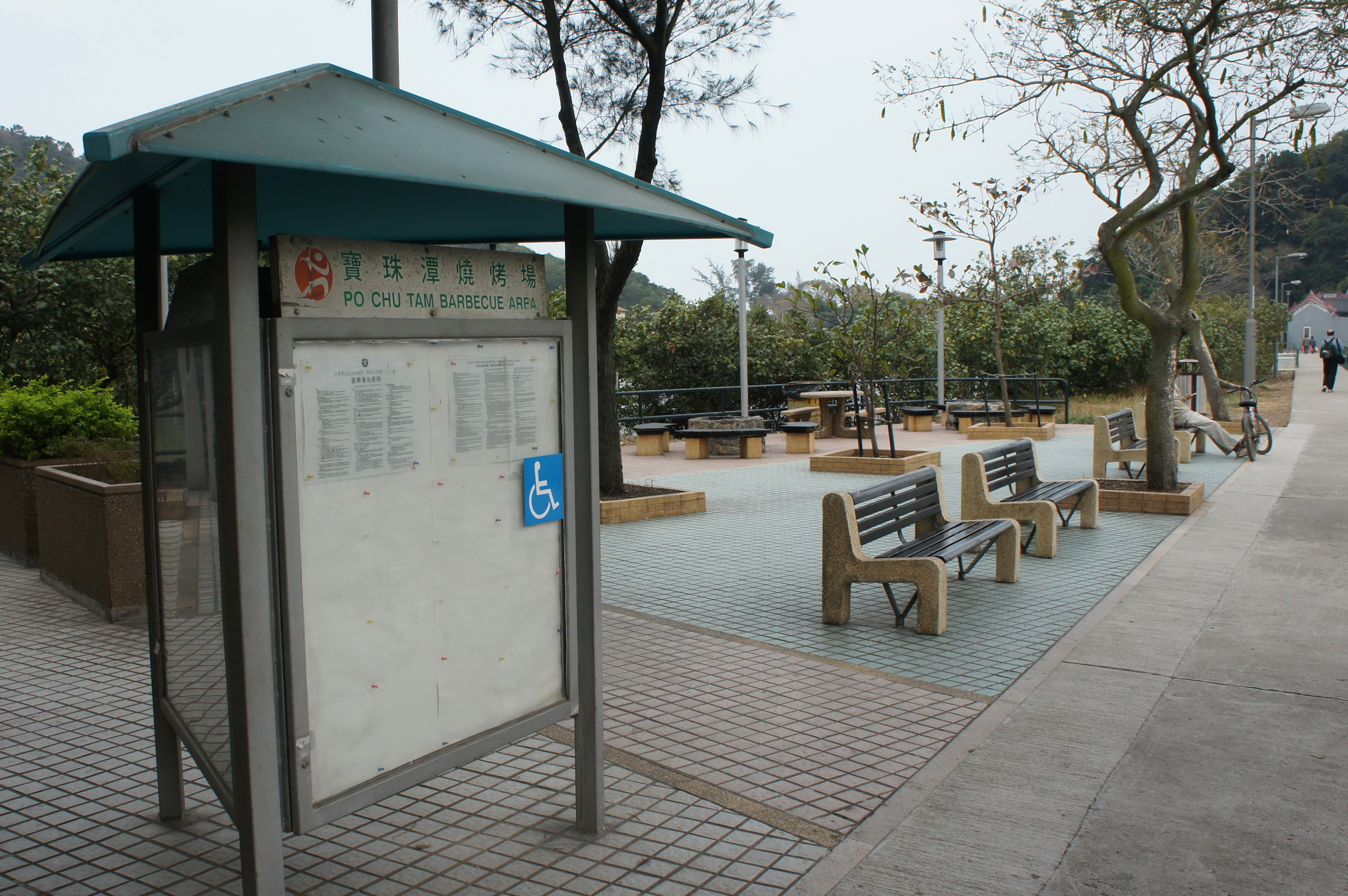
寶珠潭燒烤場，大澳楊侯古廟在右遠方。

大澳楊侯古廟，又稱大澳侯王廟，是香港一所侯王廟，位於大嶼山大澳寶珠潭側，現被列為香港法定古蹟。廟脊上見石灣公仔、雙龍定火珠及簾板木雕。而純錫造牌匾和對聯為鎮廟之寶。廟中除了主神楊侯王外，亦有供奉關帝、北帝及洪聖四大人神。大澳楊侯古廟由華人廟宇委員會直轄管理。

## 歷史
大澳楊侯古廟建於清朝康熙三十八年（1699年），供奉南宋名臣楊亮節。門聯寫著“擁鵲嶺以為屏靈鍾秀毓，控鳳山而作鐃為阜民康”。

## 交通

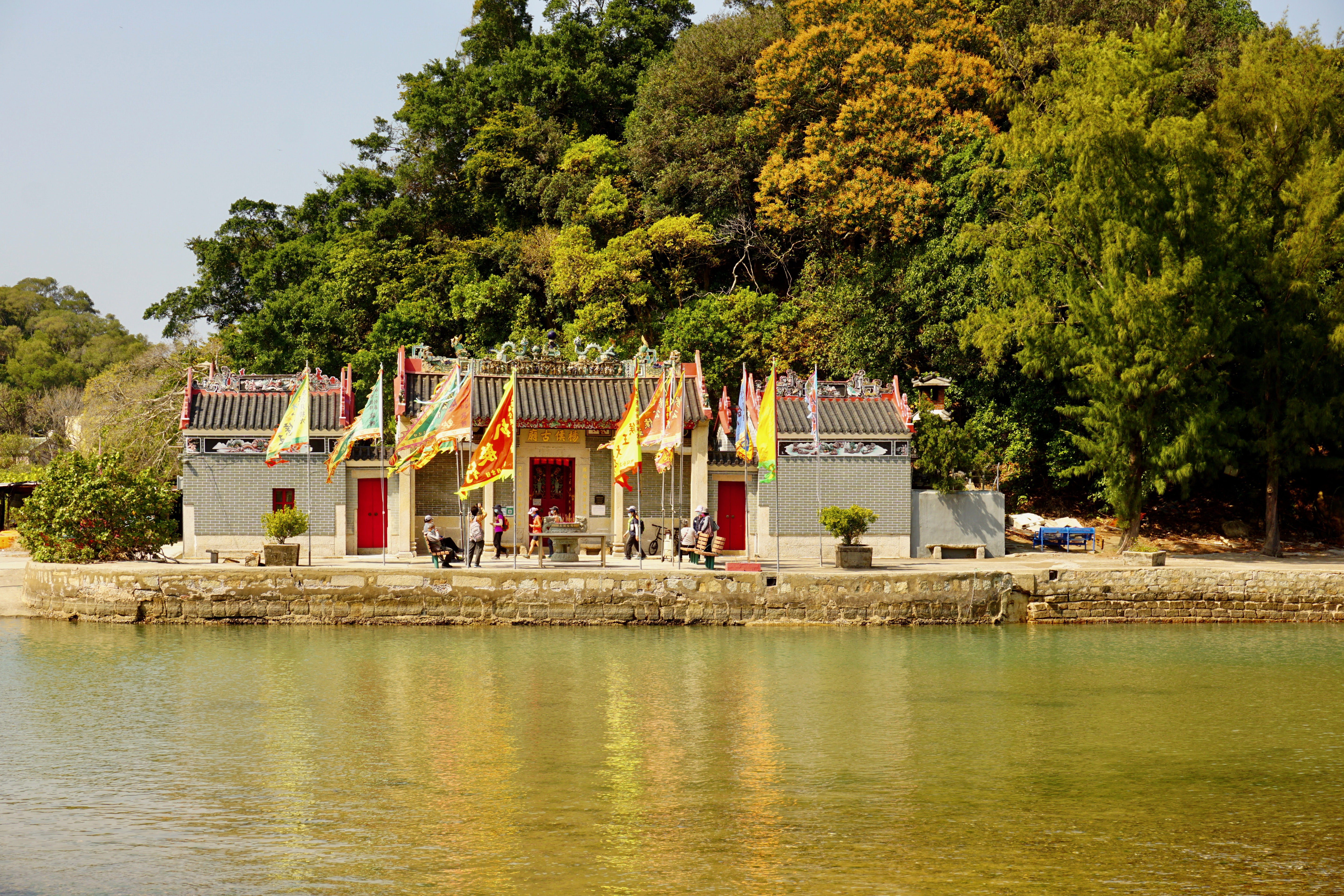
寶珠潭前面的大澳楊侯古廟。

由大澳巴士總站經吉慶後街徒步行約10分鐘。

## 資料來源
1. ↑  . 華人廟宇委員會. 2011-11-07  [2012-09-30]. （原始内容存档于2013-02-16）.

22°15′33″N 113°51′46″E / 22.259088°N 113.862750°E